# Marcelo Moretto
Marcelo Moretto de Souza (Eldorado (MS), 10 mei 1978) is een Braziliaanse profvoetballer. Hij begon zijn loopbaan in het jaar 2000 als keeper van Portuguesa en staat sinds het seizoen 2010/2011 op de loonlijst van SC Olhanense.

## Statistieken
| jaar    | club                | land        | competitie                    | wed. | goals |
| ------- | ------------------- | ----------- | ----------------------------- | ---- | ----- |
| 2000    | Portuguesa          | Brazilië    | Campeonato Brasileiro         | 9    | 0     |
| 2001    | Sport Recife (huur) | Brazilië    | Campeonato Brasileiro         | 6    | 0     |
| 2002    | Portuguesa          | Brazilië    | Campeonato Brasileiro         | 3    | 0     |
| 2003    | Portuguesa          | Brazilië    | Campeonato Brasileiro Série B | 0    | 0     |
| 2004/05 | Vitória Setúbal     | Portugal    | SuperLiga                     | 18   | 0     |
| 2005/06 | Vitoria Setúbal     | Portugal    | SuperLiga                     | 16   | 0     |
| 2005/06 | SL Benfica          | Portugal    | SuperLiga                     | 18   | 0     |
| 2006/07 | SL Benfica          | Portugal    | SuperLiga                     | 1    | 0     |
| 2007/08 | AEK Athene (huur)   | Griekenland | Super League                  | 15   | 0     |
| 2008/09 | SL Benfica          | Portugal    | SuperLiga                     | 0    | 0     |
| 2010/11 | SC Olhanense        | Portugal    | SuperLiga                     | 13   | 0     |
|         | Arka Gdynia         | Polen       | Ekstraklasa                   | 14   | 0     |
| 2011    | Avaí FC             | Brazilië    | Série A                       | 3    | 0     |
| 2012    | Avaí FC             | Brazilië    | Série B                       | 11   | 0     |
|         |                     |             | Totaal                        | 127  | 0     |